# Та-сети
Та-сети (устар. транскрип. Та-кенс, Та-Хонт; транслит. егип. tȝ-stj; значение-перевод: «Земля лука (оружие)», «Земля сети (минерал)», «Земля Сети (богиня)», «Изогнутая»).
1. Самая южная административная область Древнего Египта, образованная около XXIII-XXII вв. до н. э. Лежала вдоль реки Нил, от первых порогов до каменоломен Хенну. В эллинистическом Египте называлась Омбойский/Омбройский ном, латинское название Омбосский ном (с лат. — «Номос Омбитес»), по имени города Омбой/Омбос — столицы в тот период. В принятой египтологами «классической» нумерации[сн. 2] номов считается первым номом Верхнего Египта[4].
2. Употребляемое древними египтянами в период додинастического Египта (до III-его тысячелетия до н. э.) название области Нижняя Нубия, лежащей южнее Египта. Нома «Та-сети» ещё не существовало, и в этом случае речь шла о другом регионе — находящемся не после, а до первых нильских порогов (см. статью Нубия)[5][6].

## Название
В египетском иероглифическом письме обычным делом являлась разная графика для одного фонетического значения, начертание отдельных знаков иероглифов могло также зависеть и от умения писца. Примеры вариантов написания древними египтянами названия «Та-сети» в разные исторические периоды, запечатлённые на дошедших до нас памятниках Древнего Египта (по зарисовкам французского египтолога Пьера Монте):
| t · Z8 | Aa32 | N17 |

| t · Z8 | Aa32 | N17 |

| N16 · S24 | Aa32 | t · Z8 |

| N16 · S24 | Aa32 | t · Z8 |

| N16 |

| N16 |

| t | Aa32 |

| t | Aa32 |

| Z8 |

| Z8 |

| N17 |

| N17 |

| Aa32 | t · Z8 |

| Aa32 | t · Z8 |

| R12 |

| R12 |

| N16 |

| N16 |

| Aa32 | t · Z4 |

| Aa32 | t · Z4 |

| R12 |

| R12 |

| N24 |

| N24 |

| N16 · T9A · N25 |

| N16 · T9A · N25 |

| R12 |

| R12 |

| F13 · N16 |

| F13 · N16 |

Значение названия «Та-сети» точно не установлено и имеет среди египтологов разные толкования, в том числе:
1. «Земля лука» — возможно, название пришло со времени Додинастического периода (до III тысячелетия до н. э.), когда название «Та-сети» применялось к лежащей южнее Египта Нубии, жители которой считались отличными лучниками [источник не указан 5430 дней].
2. «Земля сети» — имеется в виду некий минерал — сети, добываемый в этой области[1] (возможно, охра).
3. «Земля Сети» — имеется в виду богиня Сети, в мифологических представлениях древних египтян властвовавшая на острове Сехель (находился на юге нома).[2]
4. «Изогнутая» — эпитет по отношению к стране.[3]

## География

### Современные территории, где располагался ном
Ном находился на территории соответствующей современному губернаторству (мухафаза) Асуан (араб. محافظة أسوان‎, транслит. DIN muḥāfaẓä Aswān), и занимал его часть, расположенную вдоль реки Нил от водохранилища Насер до населённого пункта Гебель эс-Сильсила (Арабская Республика Египет).

### Границы в исторический период
Ном лежал вдоль реки Нил по обоим его берегам. Граница на севере проходила за каменоломнями Сильсилий, где ниже по реке начинался второй верхне-египетский ном — Учес-Хор (по надписям в «белом святилище» Сенусерта I). Некоторые исследователи относят каменоломни Сильсилий ко второму ному, а границу между номами проводят южнее Сильсилия. На юге нома граница несколько раз менялась, но известно, что район до первых порогов был под контролем Та-сети.
14 мая 1964 года в связи с постройкой Асуанской плотины, большая часть Нижней Нубии была затоплена водохранилищем Насер длиной более 500 км. Население из зоны затопления было переселено, а некоторые памятники, включая несколько многотонных древнеегипетских храмов, перемещены на незатопленные территории. Некоторые из этих храмов превращены в музеи под открытым небом (например Филы, Нубийский музей в Асуане).
Выше первых порогов начинался большой исторический регион Нубия (у древних греков назывался Эфиопией), тесно связанный культурно и политически с древнеегипетской цивилизацией. В этом регионе в разные периоды времени существовали различные царства — Куш, Аксум и другие. Ближайшей пограничной территорией с Та-сети была историческая область Нижняя Нубия, население которой поначалу представляло единый этнокультурный субстрат с египтянами. Один из местных этносов XXVIII-XXII века до н. э. с неизвестным именем учёные условно называют народом группы «А», сменившая его позже другая культура обозначается народами группы «С».
В античную эпоху первой областью в Нубии, пограничной с Та-сети (тогда уже именуемый Омбосским номом), являлся Додекасхэн с островным городом Тахомпсо и противолежащим на берегу городом Пселкис. В этой области жили племена блеммиев, в римское время постоянно вторгавшихся в Египет до тех пор, пока Диоклетиан не пообещал выплачивать им дань. Также упоминаются египетская народность, проживающая на южной границе Египта — эвонимиты.

### Рельеф
Западный нильский берег нома более горист, существование здесь использовавшихся в строительстве горных пород способствовало строительству каменоломен и горнодобывающих карьеров. (см. раздел «Хозяйствование»). На севере нома располагались месторождения песчаника — местность Хенну (транслит. егип.  ẖnw, ẖny; греко-рим. Сильсилий), а около Сиены находились горы Джу-Дешер (транслит. егип.  ḏw-dšr, то есть «красные горы») — месторождения красного гранита.
На самом Ниле было (и сейчас существует) множество мелких островов, на которых египтяне сооружали городские и культовые постройки (крупные острова возле первых порогов — Элефантина, Филы, Бигэ, Сехель и другие). (см. раздел «Города и поселения нома»). На гранитных скалах островов и побережья сохранились многочисленные рисунки и надписи, оставленные торговцами, путешественниками или высеченные по приказу правителей и чиновников разных эпох. Только лишь на острове Сехель их насчитывается более трёхсот.

### Водные ресурсы, климат, животный мир
Единственная водная артерия Египта — Нил, с древнейших времён и до наших дней уменьшает свой бассейн из-за постепенного опустынивания региона. Ещё во времена Птолемеев в Та-сети существовало несколько рукавов-притоков Нила — один по левому берегу (посредине между Контр Сиеной и Контр Омбосом) и два по правому (около города Омбоса и ещё один севернее), превратившиеся сейчас в вади. Античные авторы сообщали, что в Та-сети в районе острова Элефантина бывает самый большой разлив Нила в Египте, и вода может подниматься на двадцать восемь локтей (около 13 метров).
В более древние эпохи климат долины Нила был значительно мягче и менее сухой. Пустыни ранее были степями, наскальные рисунки демонстрируют богатейшую фауну — жирафов, слонов, гиппопотамов, газелей, диких коз.

### Города, культовые центры и некрополи
На южной оконечности одного из нильских островов — Абу (позже греко-римская Элефантина), находилась одноимённая столица нома в Династический период. Сначала она была основана египтянами как крепость в эпоху I—II династий (XXX-XXVIII века до н. э.) и служила товарным складом и контрольным пунктом области первых порогов, однако, обнаруженные археологами остатки древних жилищ доисторических эпох подтверждают, что люди селились на её месте и ранее этого периода. Напротив этого острова, на восточном берегу, находилась Сиена, впоследствии, в римское время, эти два поселения были связаны каменным мостом и фактически представляли собой один город.
Столицей при Птолемеях в Эллинистический период стал расположенный севернее Элефантины город Омбос (греко-римское название египетского города Небит (Небут)). Эта местность также была заселена с глубокой древности — известны археологические находки эпохи верхнего палеолита (50—10 тысяч лет до н. э.). Сегодня руины города в основном погребены под песком, но главные религиозные сооружения раскопаны и частично восстановлены (территория современного Ком-Омбо, восточный берег Нила в 50 км севернее Асуана).
| G1 | D58 | E26 | G43 | W7 | N25 |

| G1 | D58 | E26 | G43 | W7 | N25 |

| E26 | N25 |

| E26 | N25 |

| W7 · N25 | W8 · O49 |

| W7 · N25 | W8 · O49 |

| S12 | X1 | G43 | O49 |

| S12 | X1 | G43 | O49 |

| S12 | D58 | M17 | M17 | X1 · O49 |

| S12 | D58 | M17 | M17 | X1 · O49 |

| N30 | r · k | X1 · O49 |

| N30 | r · k | X1 · O49 |

| p | N18 · N23 | r · Z1 · N29 · O49 |

| p | N18 · N23 | r · Z1 · N29 · O49 |

| z · N35 | mwt | X1 · N25 |

| z · N35 | mwt | X1 · N25 |

| z · N35 | mwt | N25 · O49 |

| z · N35 | mwt | N25 · O49 |

| T22 | mwt | X1 · N25 |

| T22 | mwt | X1 · N25 |

| N30 | A6 | N35A |

| N30 | A6 | N35A |

| N30 | D60 | N35A |

| N30 | D60 | N35A |

| s | T · t | S22 · N25 |

| s | T · t | S22 · N25 |

| S22 | t · Z1 · Z1 |

| S22 | t · Z1 · Z1 |

| s | T · t | F29 | N25 |

| s | T · t | F29 | N25 |

| S29 | E34 · N35 | W24 · Z7 | T11 | O49 |

| S29 | E34 · N35 | W24 · Z7 | T11 | O49 |

| S29 | E34 · N35 | W24 · Z7 · O49 |

| S29 | E34 · N35 | W24 · Z7 · O49 |

| D33 · N35 | M17 | M17 | O49 |

| D33 · N35 | M17 | M17 | O49 |

1 существовал город с таким названием в V верхнеегипетском номе;

² Филами античные авторы называли два небольших острова у первых порогов, собственно Филы — меньший из островов (см. Филы), а Филы-Абатон — больший;

## История
Образование нома Та-сети произошло, вероятно, в силу прагматических причин и датируется позже — вв. до н. э. XXIII-XXII вв. до н. э., то есть не ранее первого переходного периода. Вся история нома тесно связана с торговыми контактами, военными конфликтами и взаимопроникновением культур двух исторических регионов — Древнего Египта и Нубии.

### ПериодРаннего царства
(ок. 3032/2982 — 2707/2657 гг. до н. э.) (ок. 3000 — ок. 2778 гг. до н. э.)
- XXX век до н. э. — к этому времени относится первое определённое свидетельство походов фараонов в Нубию. На одной из скал на юге от древнего Бухена в Нубии сохранилось изображение связанного пленного, а рядом с ним — имя фараона Атотис (Хор Джера, I династия, правил 2999/2949 — 2952/2902 гг. до н. э.)[7].
- XXX-XXVIII века до н. э. — египтяне основывают на южной окраине своего государства, где возникнет будущий ном Та-сети, форпосты — небольшие крепости-склады для контроля границы и торговых путей.

### ПериодСтарого царства
(ок. 2707/2657 — 2170/2120 гг. до н. э.) (2778—2220 гг. до н. э.)
- Через земли у первых порогов (будущий ном Та-сети) эпизодически проходят армии фараонов, совершающие набеги и экспедиции в Нубию, нацеленные на захват сырья и рабов для развивающегося Египетского государства.

1. нач. XXVII века до н. э. — поход армии фараона Джосера. Возвращаясь, Джосер пригонял тысячи черных рабов и огромные стада скота.
2. ок. 2595 г. до н. э. — военная экспедиция в Нубию фараона Снофру, который привёл в Египет добычу: 4000 мужчин, 3000 женщин и 200000 быков и баранов.

- XXIII век до н. э. — управляющий Верхним Египтом Хуфхор (Хирхуф) совершил четыре крупных военных и торговых экспедиции продолжительностью 7-8 месяцев каждая в малоизвестные районы Нубии. Вероятно, он прошёл от острова Элефантина на юго-запад около 1500 км[3].
- кон. периода — в Верхнем Египте возвышается V ном Нечеруи, и область будущего нома Та-сети подчиняется правителям его столицы — Гебту (позже греко-римский Коптос). Так, в указе Неферкахора, кроме прочих титулов, правитель города Гебту называется повелителем земель от Та-сети (здесь Нубия) до нома Систра[сн. 6][21].
- кон. периода — в Нубии распространяется влияние Египта, через область первых порогов начинают следовать помимо торговых караванов определённые чиновники, которым вменялась в обязанность доставка из Нубии дани, отслеживание состояния здешних водных и сухопутных путей, надзор за укреплениями, разведка новых источников сырья и организация его добычи[7].

### ПериодСреднего царства
(2119—1794/93 гг. до н. э.) (2160—1785 гг. до н. э.)
- Оживление товарооборота и военно-политическая значимость области приводит к созданию здесь администрации, базирующейся в крепости-складе Абу (греч. Элефантина).
- Захватническая политика Египта вызвала ряд войн с нубийцами, итогом которых становится покорение Нубии и на её территории складывается египетская военная администрация. Некоторая часть нубийской знати начинает поддерживать египтян, дети их вождей получали воспитание и образование в Египте. Происходит планомерная колонизация Нубии Египтом[7].

### ПериодНового царства
(1550—1070/1069 гг. до н. э.) (1580—1085 гг. до н. э.)
- Главой административного аппарата в Нубии стал наместник Нубии с титулом «Царский сын Куша»[7], территория Та-сети попадает в его подчинение.
- XVI—XIII века до н. э. — вероятно со времён XVIII династии вокруг города Небит (позже Омбос) выделилась в рамках первого нома самостоятельная провинция.

### Поздний период
(664—336/335 гг. до н. э.)
- VII—VI вв. до н. э. — с приходом к власти саисской династии возвращение центра администрации области в Абу (Элефантину).
- 653—621 гг. до н. э.[22] произошёл массовый исход «асмах»[сн. 7], стоящих пограничным гарнизоном в Абу (Элефантине). Причиной послужило то, что при фараоне Псамметихе I в течение трёх лет гарнизон не сменялся, что вызвало его недовольство и переселение в Куш, под власть кушитского царя[23].

## Религия
|      |        |
| Хнум | Анукет |

Богами южной части Та-сети, в первую очередь его столицы Абу (Элефантины), с древнейших времён были бараноголовый Хнум — бог-демиург, владыка порогов, его супруга Сатис (Сатет), являвшаяся обожествлением разливов Нила, и их дочь — Анукет (Анукис). Вместе они составляли так называемую Элефантинскую триаду. На островах у порогов находились различные культовые центры: на острове Сехель — богини Сатис, на Биге — Абатон (одна из могил Осириса). Остров Пи-и-лак (Филы) с незапамятных времён был центром Исиды, а также Хатхор, которая, согласно мифу, возвращаясь в Египет в облике львицы Тефнут, отдыхала здесь.
|       |        |       |
| Хонсу | Хатхор | Себек |

На севере нома, в городе Небит (Омбосе), процветали культы Хора, Себека и Хатхор. Также почитались Амон, Птах, Хнум, Осирис, Исида, Нефтида, Мин, Тот и менее значительные божества. В период Позднего царства (VII—IV века до н. э.) вокруг двух главных богов — Хора и Себека, возникли две божественные триады. Первая — Хор («Старший»), богиня Сенетнофрет («Добрая сестра») и бог Панебтауи («Владыка двух стран»). Вторая — Себек (бог с головой крокодила), Хатхор (его мать) и Хонсу (его сын).
Помимо египетского пантеона богов в регионе существовали культы пришлых этнических групп — так, еврейское поселение на Элефантине имело собственный храм, где чтили не только Яхве, но и прочих богов, включая ханаанскую Анат. Связь региона с соседней Нубией отразилась в почитании нубийских богов Аренснуписа и Мандулиса. Для нубийцев, также как и египтяне почитавших Исиду и Хатхор, центрами паломничества долгое время оставались острова у первых порогов. Племена нобадов и блеммиев поклонялись Исиде на острове Филы, вплоть до III—V веков.
При Юстиниане (VI век) в связи с христианизацией области храмы были закрыты или переоборудованы для христианского богослужения.

## Хозяйствование

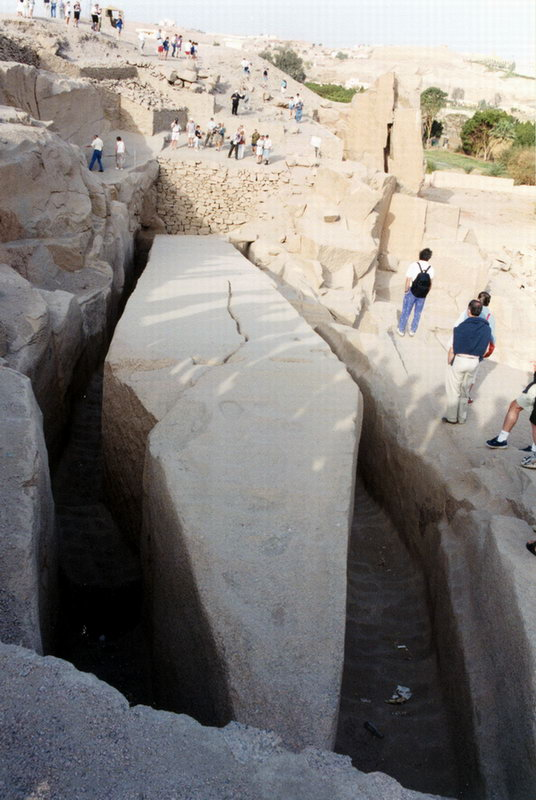
Незаконченный обелиск. Мог быть самым высоким из древнеегипетских обелисков (высота 41,75 м). Сиена.

Само географическое положение Та-сети располагало к развитию здесь транзитной торговли — через ном проходили сухопутные и водные пути из Центральной Африки и Нубии в Египет. В столице Абу (Элефантине), а позже и в других городах, формировался рынок слоновой кости, эбенового дерева, золота и редких минералов. Помимо этих товаров с эпохи Старого царства шёл транзит в Египет драгоценных и полудрагоценных камней, диорита, шкур животных, благовоний и стратегического для того времени ресурса — меди.
От Элефантины начиналась так называемая «Слоновая дорога», проходящая через оазисы (ныне колодцы) Дункуль и Селима до восточных склонов плато Дарфур в современном Судане. По ней торговые пути пролегали по левую сторону от Нила, а для преодоления первого порога товары провозили по правому берегу Нила. Здесь в эпоху Среднего царства (XXII—XVIII века до н. э.) от местности напротив острова Филы до Сиены была проведена дорога, защищённая многокилометровой кирпичной стеной и имеющая охрану для торговых караванов. Часть торговцев, возможно, перемещалась по Нилу. Античные авторы, описывая местное судоходство, ограничивали его Элефантиной, в связи с естественной преградой — первыми нильскими порогами. Плиний Старший упоминает о сборке на острове Элефантина нубийцами специальных складных кораблей, которые для преодоления порогов разбирали и переносили на плечах, доказывая таким образом, что судоходство на малых судах было возможно и выше по реке.
Помимо торговли в регионе была развита добыча строительного материала, который в больших объёмах поставлялся вниз по Нилу. Известны прославившиеся своим песчаником каменоломни Хенну (Сильсилий) на севере нома. В горах Джу-Дешер около Сиены велась добыча красного гранита, разработка карьеров здесь началась со времён Старого царства и продолжалась с различной интенсивностью вплоть до византийских времён. Красный гранит использовался для изготовления монолитных саркофагов, обелисков и огромных статуй, также сиенский гранит применяли в отделке пирамид.
Из крупных строительных проектов в номе, известно об углублении русла Нила, по приказу фараона Сенусерта III. Эти работы были необходимы в связи с тем, что несколько месяцев в году Нил становился труднопроходимым, и чтобы удобнее было добираться до Абу (Элефантины), его углубили.
В эллинистическое время столица нома Элефантина, точнее её пригород Сиена, славились своим виноделием.

## Администрация
До образования нома Та-сети и учреждения здесь института номархов область подчинялась «начальнику Верхнего Египта». Со времён V династии (2504/2454—2347/2297 гг. до н. э.) это были чиновники, занимавшие другие важные должности в высшем аппарате власти или находящиеся на должности номарха какого-либо нома (так, «начальником Верхнего Египта» был, например, номарх XII верхнеегипетского нома, современник Пепи I). Некоторые из них были посланцами фараона в соседней Нубии — им вменялось в обязанность доставка дани, отслеживание состояния водных и сухопутных путей, надзор за укреплениями, разведка новых источников сырья и организация его добычи. В их титулатуре прослеживаются формулы, говорящие иногда о совмещении полномочий «начальника Верхнего Египта» и контролирующего северонубийские земли: «хранители сказанного тайно, принесенного от врат Элефантины», «начальника врат южной Элефантины».
С конца VI династии (2347/2297—2216/2166 гг. до н. э.) на эту должность часто назначались правители Элефантины, в которой сосредотачивается центр администрации.

### Сноски
1. ↑  Поскольку фонетика египетского языка изучена плохо, транскрибирование египетских слов возможно лишь в теории, которая с течением времени развивается и обновляется, что приводит к разным вариантам огласовки большинства слов.
2. ↑  «Классической» нумерацией номов принята нумерация по данным из «белого святилища» Сенусерта I (для номов Верхнего Египта), и по данным птолемеевских храмов в Дендере и Эдфу (для номов Нижнего Египта).
3. ↑  Додекасхен (др.-греч. Δωδεκάσχοινος) — название произошло от протяжённости этой области в длину в 12 египетских σχοτνοι.
4. ↑  Тахомпсо (др.-греч. Ταχομψώ) — город на острове реки Нил, населялся наполовину египтянами, наполовину эфиопами, по берегам вокруг обитали эфиопы-кочевники (блеммии).
5. ↑  Эвонимиты (др.-греч. Eὐωνυμῖται) — народность, которую упоминает Луций Корнелий Александр Полигистор в труде «О делах египетских» Книга I.
6. ↑  Используемое иногда название VII верхнеегипетского нома носящего имя богини Бат, которую изображали в виде систра с человеческой головой.
7. ↑  Египтяне из сословия воинов. Возможно это были «каласирии» — потомки вторгшихся и осевших (или добровольно поселённых) в восточной части дельты Нила племён ливийцев, позже переселившиеся на юг (егип. «схм» — по левую руку). Также каласириями называли пехотные подразделения в египетской армии.
8. ↑  Эти данные попали в руки учёных благодаря найденным в конце XIX века Элефантинским папирусам, из которых удалось узнать о поселении евреев, существовавшем на Элефантине с VI века до н. э. Храм этой общины не сохранился, так как был впоследствии разрушен египтянами.